# Germania (Biermarke)

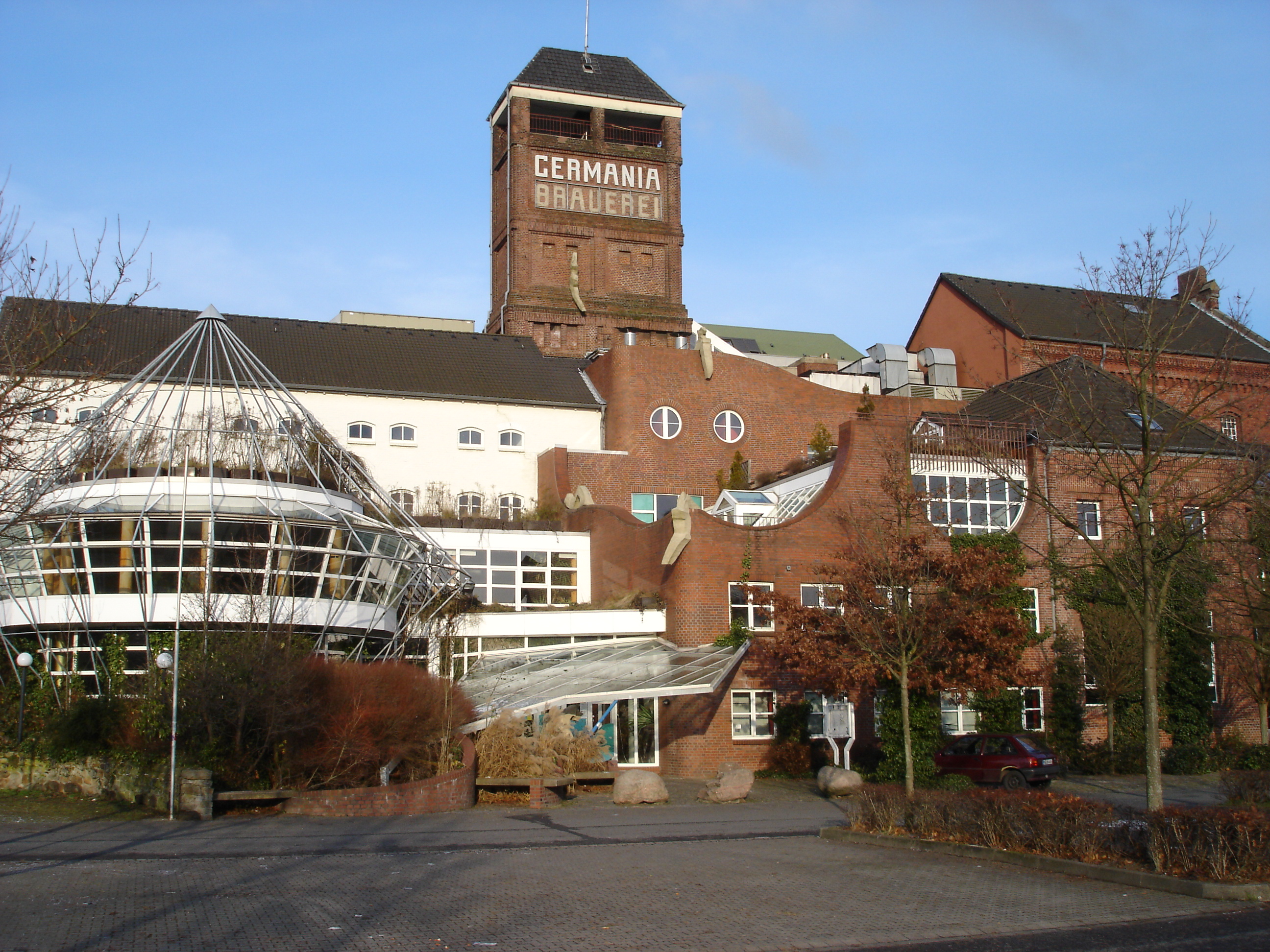
Ehemalige Germania-Brauerei in Münster mit dem denkmalgeschützten Turm von ca. 1900

Der Name Germania wurde von einigen Brauereien zuzeiten des deutschen Kaiserreiches oft für Biermarken  verwendet, so zum Beispiel von der
- Bremer Germania-Brauerei C. Dressler (1954 von Holsten übernommen)
- Germania-Brauerei Max Hering Chemnitz
- Germania-Brauerei in Hannover (1898–1917),[1] siehe Eisfabrik (Hannover)
- Germania-Brauerei von Joseph Stauff, Köln
- Germania-Brauerei Oschersleben, Walter Görtz
- Brauerei Germania in Wandsbek (1920 von Holsten übernommen)
- Germania-Brauerei in Wiesbaden (1888 gegründet, 1972 von Henninger übernommen)
- Sieg-Rheinischen Germania-Brauerei in Wissen/Sieg (inzwischen umgebaut zu einem Hotel-Restaurant) und in Hersel bei Bonn (mittlerweile umgebaut zum Wohnhaus)
- Germania-Brauerei in Dortmund

Die große chinesische Tsingtao-Brauerei wurde 1903 in der deutschen Kolonie Tsing-tau (heute Qingdao) als Germania-Brauerei gegründet.
Mittlerweile werden Biere unter dem Namen Germania als No-Name-Produkt im unteren Preissegment u. a. von der Eichbaum Mannheim gebraut.

## Germania-Brauerei Münster

Aktie über 100 RM der Germania Brauerei F. Dieninghoff AG vom 13. November 1941

Gegründet wurde die Brauerei am Spiekerhof in Münster, wo die Brautradition seit dem 13. Jahrhundert überliefert ist. 1899 wurde die Brauerei in die Neustadt zur Grevener Straße verlegt, wo die Brauerei stark expandierte und 1926 in eine Aktiengesellschaft umgewandelt wurde.
In der Blütezeit wurden neben dem Export auch das Edel-Pils, das Bockbier und ein Doppelbock sowie das Kraft-Malzbier, alle unter dem Namen Germania vertrieben.
Noch um 1960 gehörte Germania Brauerei F. Dieninghoff GmbH in Münster mit einem Jahresausstoß von 600.000 Hektolitern zu den großen Brauereien des Bundesgebietes. Die Germania Brauerei fusionierte 1963 mit der Dortmunder Union-Brauerei. Das münsterische Unternehmen wurde als eigenständige GmbH und Betriebsstätte der Dortmunder Brauerei weitergeführt. In den 1970er Jahren bewirkten Umsatz- und Fertigungsverlagerungen zur Dortmunder Union-Brauerei Umsatzverluste bei der Germania Brauerei. Im Jahre 1984 beschloss die Konzernleitung, die Bereiche Produktion und Abfüllung im münsterischen Unternehmensteil zu schließen.
Das Hauptgebäude der ehemaligen Brauerei wurde 1989 in ein Erlebnisbad Germania Therme umgebaut, das 2001 wegen wirtschaftlicher Schwierigkeiten schließen musste. Am ehemaligen Standort der Brauerei entstand bis 2009 unter Integration der denkmalgeschützten Bausubstanz das neue Stadtviertel Germania Campus.